# 프로즌 (프로게이머)
프로즌(본명: 김태일, 1994년 11월 4일 ~ )은 대한민국의 전직 리그 오브 레전드 프로게이머이다. 프로게임단 지도자로 활동했다. 선수 시절 아이디는 Frozen이며 포지션은 미드라이너였다.

## 선수 시절
2013년 10월, 에일리언웨어 아레나에 입단했다.
2014년 5월, Incredible Miracle에 입단했다. 2014년 서머 시즌 팀의 주전 서포터로 활동했다. 스프링 시즌에도 좋은 모습을 보여주었다. 하지만 팀은 승강전으로 떨어졌다. 그래도 팀은 잔류에 성공했다. 서머 시즌에서도 좋은 모습을 보여주었다. 2016시즌을 앞두고 코코가 새롭게 영입되어 팀의 서브 선수가 되었다. 스프링 시즌 서브 선수로 간간히 출전을 기록했다. 서머 1라운드에서는 건강 문제로 휴식을 취했다. 2라운드를 앞두고 팀에 복귀했으며 복귀 이후 좋은 모습을 보여주면서 팀의 잔류에 기여했다.
2017시즌을 앞두고 1907 페네르바흐체 e스포츠에 입단했다. 윈터시즌 좋은 모습을 보여주면서 팀의 포스트시즌 진출에 기여했다. 서머 시즌에서도 좋은 모습을 보여주었으며 팀의 리그 우승에 기여했다. 리그 오브 레전드 월드 챔피언십 2017에서도 로스터에 포함되면서 참가했다.
2019시즌을 앞두고 슈퍼매시브 e스포츠에 입단했다.
2020시즌을 앞두고 XTEN e스포츠에 입단했다.

## 은퇴 후
2020년, 아마추어 팀인 WhereAreyouFrom의 코치로 부임했다.
2020년 6월, 하이프레시 블레이드의 코치로 부임했다.
2021년 8월, DRX의 크리에이터로 합류했다.

## 소속팀

### 선수
| # | 팀명                      | 소속 기간             | 소속 리그 | 비고 |
| - | ------------------------- | --------------------- | --------- | ---- |
| 1 | 에일리언웨어 아레나       | 2013.10~2014.05       | LCK       |      |
| 2 | Incredible Miracle        | 2014.05.27~2016.11.30 | LCK       |      |
| 3 | 1907 페네르바흐체 e스포츠 | 2016.12.10~2018.11.20 | TCL       |      |
| 4 | 슈퍼매시브 e스포츠        | 2018.12.03~2019.11.26 | TCL       |      |
| 5 | XTEN e스포츠              | 2019.12.24~2020.05.04 | LLA       |      |

### 지도자
| # | 팀명                | 직책 | 소속 기간             | 소속 리그 | 비고 |
| - | ------------------- | ---- | --------------------- | --------- | ---- |
| 1 | WhereAreyouFrom     | 코치 | 2020.05               | 아마추어  |      |
| 2 | 하이프레시 블레이드 | 코치 | 2020.06.09~2020.10.14 | CK        |      |

## 수상 경력
- 네네치킨 리그 오브 레전드 챌린저스 코리아 서머 2015 리그 2 준우승
- 터키 챔피언십 리그 서머 2017 우승
- 리프트 라이벌즈 2017 우승
- 터키 챔피언십 리그 스프링 2019 준우승
- 터키 챔피언십 리그 서머 2019 준우승